# 渉成園

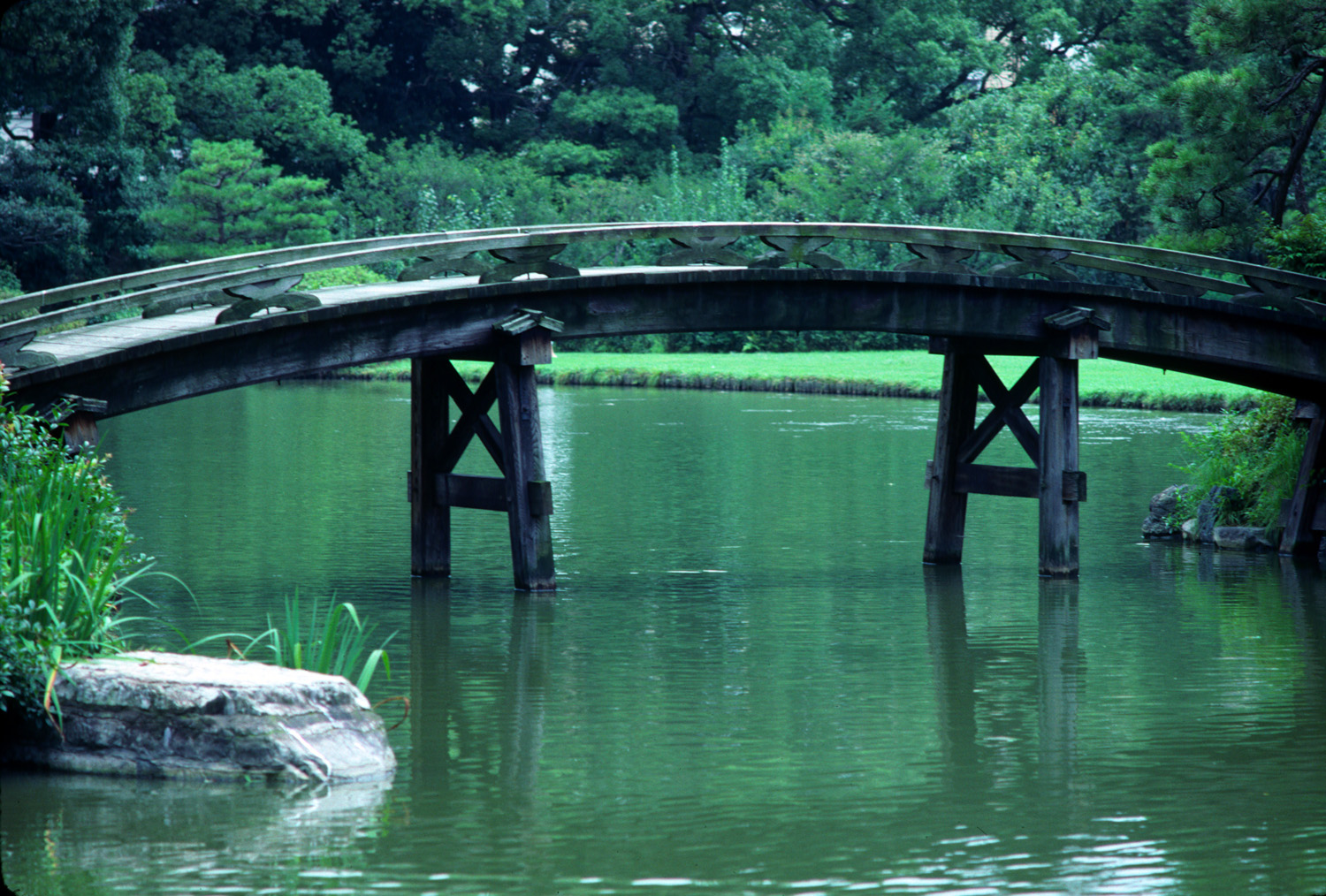
侵雪橋

渉成園（しょうせいえん）は、京都府京都市下京区にある真宗大谷派の本山・真宗本廟（東本願寺）の飛地境内地。17世紀半ばに徳川家光の寄進地に建てられた、東本願寺歴代門首の隠退所である。東本願寺の東方約150メートルに位置し、ほぼ200メートル四方の正方形をなす。面積3.4ヘクタール。西は間之町通、東は河原町通、北は上珠数屋町通、南は下珠数屋町通に接する。
名称は、中国六朝時代の詩人陶淵明の「園日渉而成趣」の詞にちなむ。また、周囲に枳殻（カラタチ）が植えてあったことから、「枳殻邸」（きこくてい）とも通称される。
昭和11年（1936年）12月、国の名勝に指定された。

## 概要
9世紀末に嵯峨天皇の第12子・源融が奥州・塩釜の風景を模して作庭した六条河原院の故地とされる。付近に今ものこる塩竈町や塩小路通などの地名は、その名残りという。
寛永18年（1641年）、徳川家光から東本願寺にこの地が寄進された。
承応2年（1653年）、石川丈山によって書院式の回遊庭園として作庭される。
以後、近世・近代を通じて門首の隠退所や外賓の接遇所として用いられるなど、東本願寺の飛地境内地として重要な機能を果たした。また、延宝6年（1678年）から宝暦4年（1754年）の間は、西隣に接して東本願寺の学寮（大谷大学の淵源）が置かれた。
園内には、全敷地の6分の1を占める広大な印月池をはじめとする頼山陽撰の十三景が広がり、大書院の閬風亭や、漱枕居・縮遠亭・代笠席の3茶室、第二十一代嚴如（大谷光勝）の阿弥陀如来像の持仏堂であった園林堂等、瀟洒な諸殿舎が点在する。園林堂は昭和32年（1957年）に再建された建物で、堂内には、親鸞聖人700回御遠忌に合わせて昭和33年（1958年）と35年（1960年）に製作された棟方志功肉筆の襖絵「天に伸ぶ杉木」「河畔の呼吸」、合わせて44面が収められている。閬風亭は、東山の阿弥陀ヶ峰を借景として望むことができるよう造られている大書院。室内には江戸幕府15代将軍徳川慶喜筆の渉成園の額と、石川丈山筆の閬風亭の額が掲げられている。明治13年（1880年）に明治天皇の休憩所に用いられた。
庭園は作庭時の姿を残すが、安政5年（1858年）・元治元年（1864年）の2度の罹災により焼失する。現在の殿舎は、慶応元年（1865年）から明治初期までに再建されたもの。7000㎡を超える広い池は「印月池」といい、古くは高瀬川の水が引かれていた。明治に入り琵琶湖疏水が開通すると、東本願寺の火防噴水用に蹴上から専用の鉄管で疏水の水がひかれ、この水が渉成園にも引き込まれた。
年間を通じて一般に公開されており、東本願寺で行われる諸行事等の際には、種々の催しの会場として用いられている。

## 園内
- 臨池亭（客殿）[5]
- 滴翠軒（客殿）[5]
- 傍花閣[6]
- 園林堂[6]

## 参観料
「参観協力寄付金」として、500円以上の懇志を募る。
志納した参観者には、『渉成園ガイドブック』が贈呈される。

## 開園時間
【3月〜10月】9:00～17:00（参観受付は、16:30まで） 
【11月〜2月】9:00〜16:00（参観受付は、15:30まで）

## 交通アクセス
- 京都駅烏丸中央口より徒歩10分（経路案内）。